# Hageniella isopterygioides
Hageniella isopterygioides är en bladmossart som beskrevs av Hugh Neville Dixon 1937. Hageniella isopterygioides ingår i släktet Hageniella och familjen Sematophyllaceae. Inga underarter finns listade i Catalogue of Life.